# Adriano Zanetti
Adriano Zanetti (* 29. April 1950) ist ein italienischer Entomologe und Lehrer.

## Leben
Im Alter von 15 Jahren begann Zanetti, Kurzflügler in der Provinz Verona zu sammeln, und mit 18 begann er mit der wissenschaftlichen Arbeit an Kurzflüglern. Er hat eine private Kollektion zusammengetragen, die 12149 Proben von 654 Arten umfasst. 
Von 1974 bis 2007 war er Biologielehrer an verschiedenen Gymnasien. Seitdem ist er pensioniert und konzentriert sich vollständig auf seine Forschung am Museo Civico di Storia Naturale di Verona. Seine Forschungsinteressen gelten den Kurzflüglern Italiens, den Omaliinae der Paläarktis und der globalen Artenvielfalt der Gattung Eusphalerum. 
1975 erschien sein Buch Il mondo degli insetti, das auch in der deutschen Übersetzung Die Welt der Insekten veröffentlicht wurde. 1987 veröffentlichte er das Buch Fauna d’Italia. Coleoptera, Staphylinidae Omaliinae. 1988 war er am Werk The Macdonald Encyclopedia of Butterflies and Moths von Mauro Daccordi und Paolo Triberti beteiligt. Ferner verfasste er eine Reihe von Revisionen über die Gattung Eusphalerum. Zu seinen weiteren Artikeln, von denen er über 100 veröffentlichte, gehören Beiträge über die italienischen Kurzflügler, insbesondere über die Gattungen Philonthus, Quedius, Acrolocha, Boreaphilus, Omalium und Hapalaraea. Im Jahr 2000 verfasste er die Abschnitte über die Familien Micropeplidae und Staphylinidae in der Checklist delle specie della fauna italiana.
Zanetti beschrieb über 60 Arten. Im Jahr 1982 stellte er die monotypische Gattung Osellia auf, die 1993 von Margaret K. Thayer mit der Gattung Orochares Kraatz synonymisiert wurde.